# 2. Armee (Rote Armee)
Die 2. Armee (russisch 2-я армия) der Sowjetunion (auch 2. Rotbannerarmee oder 2. Rotbanner-Armee) war ein Großverband der Roten Armee vor und während des Zweiten Weltkriegs.

## Geschichte
Die 2. Armee wurde im Juli 1938 aufgestellt. Im August 1945 nahm die 2. Armee als Teil der 2. Fernostfront (Armeegeneral M. Purkajew) mit folgenden Divisionen an der Operation Auguststurm teil:
- 3. Schützen-Division
- 12. Schützen-Division
- 342. Schützen-Division
- 345. Schützen-Division
- 355. Schützen-Division
- 396. Schützen-Division
- 101. befestigter Raum

Die allgemeine sowjetische Offensive gegen die Kwantung-Armee lief bereits am 9. August, aber die 2. Armee begann ihren Vormarsch erst am 11. August 1945.
Am linken Flügel und in der Mitte ging die 3. und 12. Schützen-Division zusammen mit der 73. und 74. Panzerbrigade aus dem Raum Konstantinowka über den Amur vor, um Sunwu zu erobern und dann südlich über Peian nach Harbin vordringen. Am rechten Flügel der Armee sollte die 396. Schützendivision, unterstützt durch die 258. Panzerbrigade von Blagoweschtschensk aus, ebenfalls über den Amur gehen, um dann den befestigten Raum Sachalisch und Aigun zu durchqueren und später nach Süden in Richtung auf Nencheng und Qiqihar vorzudringen. Der japanische Widerstand und die Straßenverhältnisse in der Mandschurei bremsten den Vormarsch der 2. Armee auf durchschnittlich 20 Kilometer pro Tag. Die 2. Armee erreichte Qiqihar erst am 21. August, wo die Verbindung mit den Truppen der 36. Armee (General Lutschinski) hergestellt werden konnte. Während der Kampagne verlor die Armee 645 Tote, 1817 Verwundete und 74 Vermisste und wurde noch im selben Jahr aufgelöst.

## Führung
Befehlshaber
- General Iwan Stepanowitsch Konew (Juli 1938 – Juni 1940)
- Generalleutnant Wsewolod Nikolajewitsch Sergejew (Juni 1940 – März 1941)
- Generalleutnant Makar Fomitsch Terjochin (April 1941 – August 1945)

Stabschefs
- Generalmajor P. K. Korytnikow (11. Juli 1940 – 28. August 1941)
- Generalmajor N. P. Anissimow (28. August 1941 – 10. August 1942)
- Oberst/Generalmajor M. A. Wawilow (9. November 1942 – 22. September 1943)
- Generalmajor S. F. Moschajew (22. September 1943 – 15. Dezember 1945)